# 883. grenadirski polk (Wehrmacht)
883. grenadirski polk (izvirno nemško 883. Grenadier-Regiment; kratica 883. GR) je bil pehotni polk Heera v času druge svetovne vojne.

## Zgodovina
Polk je bil ustanovljen 12. februarja 1943 kot okrepljeni grenadirski polk. Marca istega leta je bil uporabljen za ustanovitev 71. pehotne divizije.